# Hornicsek László
Hornicsek László (Igló, Csehszlovákia, 1923. április 16. – Budapest, 2014. május 14.) Kossuth-díjas magyar belsőépítész, építész, ipari formatervező. A magyarországi funkcionalizmus második generációjának vezető építészeként és belsőépítészeként tartják számon. Felesége Müller Ilona grafikusművész volt.

## Életpályája
1940-től 1946-ig az Iparművészeti Iskola hallgatója, mesterei Kaesz Gyula,  Kozma Lajos, Weichinger Károly, Györgyi Dénes, Pogány Frigyes voltak. 1952 és 1958 között a Magyar Építészművészek Szövetsége Mesteriskoláján vett részt. 1946-tól 1958-ig Kaesz Gyula tanársegédje, majd docens a Magyar Iparművészeti Főiskolán, ezután 1962-ig a Budapesti Műszaki Egyetemen tanított. 1950-1975 között a KÖZTI vezető tervezője, műteremvezetője, főépítésze, közben (1959-1960-ban) a Kereskedelmi Tervező Iroda osztályvezetője, 1975–1984 között az UVATERV osztályvezetője volt.
Gádoros Lajos: A lakás berendezése és méretezése című 1956-ban megjelent könyvének összes illusztrációját ő készítette.

## Főbb művei
- 1947: Sölch Alfréd garzonlakása, Budapest, XI. Kruspér utca 1/c
- 1949: Hornicsek László saját garzonlakása, Budapest XI. Kruspér utca 1/b
- 1952: Kádár György lakása, Budapest XIII. Hollán Ernő utca 51.
- 1952: Éjjel-nappal közért belső kialakítása, Budapest, Rákóczi út 48-50. (társtervező: Rákos Pál)
- 1952–1955: Mazowsze lengyel luxushajó belső (társtervező: Moess Tibor, Hornicsek Klára)
- 1953: Iparművészeti Főiskola belsőépítészeti kialakítása, előcsarnok, Budapest XII. Zugligeti út 19. (építész: Farkasdy Zoltán)
- 1954: Országos Mezőgazdasági kiállítás pavilonjai, Budapest X. Albertirsai út 10. (társtervező: Vass Antal)
- 1955: Konecsni György lakása
- 1957–1958: Négytengelyes vasúti étkezőkocsi (társtervező: Kaesz Gyula, Bozzay Dezső)
- 1957–1959: Ódry színpad belsőépítészeti kialakítása, Budapest VIII. Vas u. 2/c
- 1958: Dénes cukrászda (Szimfónia presszó) berendezése, Budapest IX. Üllői út 65-67.
- 1958–1962: Vörösmarty Színház rekonstrukciója, Székesfehérvár, Fő u. 8. (építész: Spránitz Tibor)
- 1962: Kőbányai pártbizottság székházának ülésterme, Budapest (építész: Kiss Albert)
- 1962–1966: József Attila Művelődési Központ belső, Salgótarján, Fő tér 5. (építész: Szrogh György, társtervező: Bősze György)
- 1963–1965: Fészek Klub felújítása, Budapest VII. Kertész u. 36.
- 1966–1972: KGST-palota, kongresszusi terem, szabványügyi terem, Moszkva
- 1968–1970: Hotel Auróra belső kialakítása, Balatonalmádi (építész: Kürthy László)
- 1968–1972: Olimpiai stadion, Algír (építész Azbej Sándor)
- 1969–1973: Hotel Alba Regia belső kialakítása, Székesfehérvár, Rákóczi utca 1-5. (építész: Skoda Lajos, Vellay István)
- 1969–1973: Magyar Kereskedelmi Kamara székház belső kialakítása, Budapest V. Kossuth tér 7-8. (építész: Pintér Béla) lebontva
- 1972: Lehel hűtőgépgyár bemutatóterme, Budapest V. Sütő utca 2/c
- 1972: XII. kerületi házasságkötő terem, Budapest XII. Böszörményi út 23-25.
- 1972–1974: Hotel Juno belső kialakítása, Miskolc-Tapolca, Csabai utca (építész: Plesz Antal)
- 1972–1974: Minisztertanács üdülője belső kialakítása, Balatonöszöd
- 1973–1975: OKISZ irodaház előadótermének berendezése, Budapest XIV. Thököly út 58-60.
- 1974: Atomerőmű kultúrház, Paks
- 1974–1975: Hotel Pannónia belső kialakítása, Pécs, Rákóczi út 3.
- 1977–1978: MNB üdülő, Visegrád, Várkert-dűlő
- 1978–1979: Kárpátia étterem felújítása, Budapest V. Károlyi Mihály utca
- 1978–1985: Ferihegy 2. terminál belső kialakítása (építész: Jaklics Ervin)
- 1980–1982: Közúti határátkelőhely forgalmi épület belső berendezési terve, Hegyeshalom

## Részvétele kiállításokon
- 1947 Világifjúsági Találkozó, Prága
- 1948 Típusbútor kiállítás
- 1949 Világifjúsági Találkozó, Szép lakás, Budapest
- 1950 I. Magyar Képzőművészeti kiállítás, Műcsarnok, Budapest
- 1952 I. Országos Iparművészeti kiállítás. Ernst Múzeum, Budapest
- 1954, 1955, 1956, 1958, 1960 Mezőgazdasági kiállítás
- 1955 II. Országos Iparművészeti kiállítás. Műcsarnok, Budapest
- 1955 III. Magyar Iparművészeti és Népművészeti kiállítás, Iparművészeti Múzeum, Budapest
- 1956 Bútor- és Lakásművészeti kiállítás, Iparművészeti Múzeum, Budapest
- 1958 Brüsszeli Világkiállítás magyar pavilonjának kisbútorai
- 1959 Termelő Szövetkezetek Munkaközösségének bútorkiállítása a Rózsa Ferenc kultúrotthonban (MÉMOSZ székház)
- 1961 III. Építészeti Kiállítás, Műcsarnok
- 1970 A Magyar Képzőművészek Szövetsége Belsőépítész Szakosztályának kiállítása, Ernst Múzeum, Budapest
- 1971 Rigai Nagyszálló, apartmankiállítás, Riga
- 1972 Kereskedelmi kiállítások, Moszkva Leningrád
- 1974 Belsőépítészet '74, Műcsarnok, Budapest
- 1975 Iparművészet '75, Műcsarnok, Budapest
- 1980 Belsőépítészet 1970-1980 Műcsarnok, Budapest

## Díjai, elismerései
- Szocialista Munkáért érdemérem (1954)
- Munka érdemérem (1962)
- Munka érdemrend bronz fokozata (1970)
- Ybl Miklós-díj (1963)
- Kossuth-díj (1980)